# ستيفانو مونديني
ستيفانو مونديني (بالإيطالية: Stefano Mondini)‏ هو لاعب كرة قدم إيطالي في مركز الوسط، ولد في 11 يناير 1987 في مونزا في إيطاليا. شارك مع منتخب إيطاليا تحت 18 سنة لكرة القدم. أما مع النوادي، فقد لعب مع نادي بيستويسي ونادي تشيزينا ونادي مانتوفا.